# Darussalam (Longkib)
Darussalam is een bestuurslaag in het regentschap Subulussalam van de provincie Atjeh, Indonesië. Darussalam telt 234 inwoners (volkstelling 2010).